# Municipio de Miguel Alemán
El municipio de Miguel Alemán es uno de los cuarenta y tres municipios en que se encuentra dividido el estado mexicano de Tamaulipas. Se encuentra al noroeste de la entidad y su cabecera es Ciudad Miguel Alemán.

## Arte
La cultura de la ciudad ha sido altamente influenciada por su país vecino, Estados Unidos.

## Deporte
Se practican diversos deportes, tales como: Fútbol, Básquetbol, Béisbol, Tenis, Box, entre muchos más, siendo el más popular el fútbol. El equipo oficial de la ciudad son Los Halcones F.C.
Miguel Alemán cuenta con un estadio de Béisbol denominado “Parqué Mexico” en el cual también se celebran conciertos.

## Música
En Miguel Alemán han surgido toda clase de músicos, algunos grupos han adquirido fama internacional como: Grupo Duelo, Super Odisea, Tropical del Bravo, Míster Chivo, agrupación donde participa como segunda voz, Luis Alberto Barrera padre del compositor Edgar Barrera.

## Gastronomía
La típica cocina de Miguel Alemán incluye el machacado con huevo, un plato preparado con carne seca de res, huevos, y en ocasiones salsa picante. Uno de los cortes más populares son la arrachera y el T-Bone.
Otros platillos típicos de la región son, los tacos de carne asada, los hot dogs, hamburguesas al carbón, elotes asados, el pollo violado (también llamado pollo a la cerveza), el cortadillo, la discada, una gran variedad de carnes asadas, tortillas de harina, diversos postres como dulces de leche quemada, rollo de guayaba, dulce de coco y nueces garapiñadas, glorias, así como un gran surtido de frutas deshidratadas y enchiladas y una variedad de cervezas.

## Geografía
El municipio de Miguel Alemán se encuentra ubicado en el noroeste del estado, en la frontera entre Estados Unidos y México. Tiene una extensión territorial de 640.059 kilómetros cuadrados que representan el 0.8 % de la superficie total del estado. Sus coordenadas geográficas extremas son 26°25′ - 26°4′ de latitud norte y 99°12′ - 98°57′ de longitud oeste y su altitud fluctúa entre un mínumo de 50 y un máximo de 200 metros sobre el nivel del mar.
Sus límites corresponden al noroeste al municipio de Mier y al este al municipio de Camargo. Al sur y suroeste limita con el estado de Nuevo León, en específico con el municipio de Los Aldamas y el municipio de Doctor Coss; al norte limita con Estados Unidos, en particular con el estado de Texas y el condado de Starr.
La cabecera municipal, Miguel Alemán, se localiza a los 26°23′30″ de latitud norte y a los 99°3′39″ de longitud oeste, a una altitud de 92 metros sobre el nivel del mar.

### Extensión
Posee una extensión territorial de 660.49 kilómetros cuadrados, que representa el 0.62 por ciento del total estatal. Colinda al norte con los Estados Unidos; al sur con el Estado de Nuevo León; al este con el municipio de Camargo y al oeste con el de Mier y el Estado de Nuevo León.

### Orografía
La superficie del municipio es plana, con una suave pendiente de oeste a este que permite desalojar las corrientes superficiales que se presentan en la época de lluvias.

### Hidrografía
El principal recurso hidrológico es el causal del Río Bravo, que cruza al municipio de oeste a este, en la parte norte del territorio, y la presa Marte R. Gómez que tiene una capacidad de almacenamiento de 2,406 millones de metros cúbicos.

### Clima
La clasificación del clima que impera de este territorio es el más seco de los esteparios, muy cálido con una temperatura media anual de 28 °C ; la máxima de 47 °C y mínima de -2 °C la precipitación media anual es de 450 mm. en los meses de mayo a octubre, donde se registra su mayor frecuencia. Los vientos predominantes provienen del suroeste.

### Principales ecosistemas
Debido al clima existente, la vegetación predominante se clasifica como matorral clasirosurifolio espinoso y matorral bajo espinoso. En su parte norte, debido a la humedad de las corrientes permanentes del Río Bravo, nace una franja de matorral alto subinerme.

### Recursos naturales
Cuenta con terrenos aptos para la agricultura.

### Características y usos de suelo
En el territorio municipal el suelo se divide en dos tipos, en la zona norte, fluvioso eutricos; al sur, en un 30%, castañozem cálcicos, por lo que la región se convierte en un lugar apto para la agricultura.

## Demografía
De acuerdo a los resultados del Censo de Población y Vivienda llevado a cabo en 2020 por el Instituto Nacional de Estadística y Geografía, la población total del municipio de Miguel Alemán es de 26,237 personas.

### Localidades
El municipio incluye en su territorio un total de 144 localidades. Las principales, considerando su población del censo de 2010 son:
| Localidad            | Población |
| Total Municipio      | 27 015    |
| Ciudad Miguel Alemán |           |
|                      |           |

## Política
El municipio de Miguel Alemán fue creado por decreto del Congreso de Tamaulipas de 11 de octubre de 1950, segregándose del municipio de Mier y teniendo por cabecera la localidad de San Pedro de Roma, hoy Ciudad Miguel Alemán.

### Representación legislativa
Para la elección de diputados locales al Congreso de Tamaulipas y de diputados federales a la Cámara de Diputados federal, el municipio de Miguel Alemán se encuentra integrado en los siguientes distritos electorales:
Local:
- Distrito electoral local de 3 de Tamaulipas con cabecera en Nuevo Laredo.[6]

Federal:
- Distrito electoral federal 2 de Tamaulipas con cabecera en la Reynosa.[7]